# Brazzers
Brazzers ist ein Pornofilm-Produktions-Dienst, zu dem 33 pornografische Websites zählen. Das Unternehmen mit Hauptsitz in Montreal, Québec und Rechtssitz in Nikosia, Zypern gehört zu Aylo.

## Geschichte
Das Unternehmen hinter Brazzers wurde 2005 von Menschen, die Pornografie unterstützen wollten, unter dem Namen Mansef in Montreal gegründet. 2010 wurde es an Fabian Thylmann verkauft und als Manwin Inc. weitergeführt. Thylman lebte in Belgien und wurde im Dezember 2012 an Deutschland wegen des Verdachts auf Steuerhinterziehung ausgeliefert.
Im Oktober 2013 verkaufte Thylman Manwin an Mindgeek, zu deren Portfolio Brazzers seitdem gehört.
2014 feierte Brazzers sein zehnjähriges Jubiläum mit einer großen Anzeigetafel auf dem Times Square in New York City, die den ganzen August über zu sehen war. Bereits 2010 hatte das Unternehmen eine großflächige Anzeigetafel für eine Safer-Sex-Kampagne gemietet, die auch als Werbung diente.

## Kennzahlen
Stand September 2022 enthielt dieses Netzwerk 10125 Videos in 32 Kategorien mit rund 2200 Darstellerinnen. Brazzers zählt damit zu den größten kommerziellen Angeboten der Pornografie im Internet. Alexa Internet führte die Website brazzers.com Ende 2019 mit dem Rang 2049 weltweit nach Seitenaufrufen im Dreimonatszeitraum. Quantcast führte Brazzers.com in der Rangliste der stärksten 100 US-Websites im Jahr 2011 mit etwa 18 Millionen monatlichen Einzelbesuchen zeitweise auf Platz 35. Die auf den Websites des Brazzers-Netzwerks gezeigten Sexvideos werden unter dem Titel der jeweiligen Website auf DVD vermarktet.

## Auszeichnungen (Auswahl)
- 2009 AVN Awards – Best Adult Website[8]
- 2009 XBIZ Award – Affiliate Program of the Year[9]
- 2010 AVN Award – Best Big Bust Series (Big Tits at School)[10]
- 2011 AVN Award – Best Membership Site Network[11]
- 2013 XBIZ Award nominee – Vignette Release of the Year (Big Tits in Sports Vol 9 and Day With a Pornstar); Vignette Series of the Year (Big Tits in Sports and MILFs Like it Big); All-Girl Series of the Year (Hot and Mean)[12]
- 2014 XBIZ Award – Studio Site of the Year (Brazzers.com)[13]
- 2015 XBIZ Award – Adult Site of the Year – Multi-Genre (Brazzers.com)
- 2016 XBIZ Award – Adult Site of the Year – Video (Brazzers.com)
- 2017 XBIZ Award – Best Art Direction for Storm of Kings
- 2017 XBIZ Award – Best Sex Scene – Parody Release[14]
- 2018 AVN Award – Best Membership Site Network
- 2019 XBIZ Award – Marketing Campaign of the Year for Brazzers House
- 2020 PornHub Award – Most Popular Channel[15]
- 2022 PornHub Award – Most Popular Channel[16]
- 2022 Venus Awards – Most Popular International Paysite
- 2023 Venus Awards  – Most Popular International Paysite
- 2024 XBIZ Award – Studio of the Year[17]

## Darstellerinnen
Darstellerinnen mit den meisten Szenen sind Phoenix Marie (150), Monique Alexander (114), Luna Star (108) und Bridgette B mit 102 Szenen (Stand September 2022).
- Andere bekannte Darstellerinnen des Brazzers Networks sind Abella Danger, Abigail Mac, Adriana Chechik, Aletta Ocean, Angela White, Audrey Bitoni, Asa Akira, Ava Addams, Bonnie Rotten, Britney Amber, Chanel Preston, Dani Daniels, Diamond Foxxx, Jayden Jaymes, Jessa Rhodes, Julia Ann, Kagney Linn Karter, Kendra Lust, Krissy Lynn, Lela Star, Lena Paul, Lisa Ann, Madison Ivy, Mia Malkova, Monique Alexander, Nicole Aniston, Nicolette Shea, Nikki Benz, Nina Elle, Peta Jensen, Rachel RoXXX, Rachel Starr, Riley Reid und Romi Rain.

## Serien
Brazzers veröffentlicht alle Videos in sogenannten Serien. Diese erscheinen in unregelmäßigen Abständen. Es gibt folgende Serien (Stand September 2022):
Asses in Public, Baby Got Boobs, Big Butts Like It Big, Big Tits at School, Big Tits at Work, Big Tits in Sports, Big Tits in Uniform, Big Wet Butts, Brazzers Extra, Brazzers Live, Brazzers Vault, Busty and Real, Bustyz, Butts and Blacks, Day with a Pornstar, Dirty Masseur, Doctor Adventures, Hot and Mean, Hot Chicks Big Asses, MILFs Like It Big, Mommy Got Boobs, Moms in Control, Pornstars Like It Big, Racks and Blacks, Real Wife Stories, Sex Pro Adventures, She’s Gonna Squirt, Teens Like It Big, ZZ Series, Brazzers House

## Kontroversen
Brazzers wurde häufig wegen Urheberrechtsverletzungen kritisiert, da die Seite unter dem Verdacht stand, eng mit verschiedenen Streaming-Media-Sites wie Pornhub zusammenzuarbeiten. Unter anderem inserierte das Unternehmen auf der BitTorrent-Website The Pirate Bay. Offiziell unterstützt Brazzers allerdings eine Anti-Piraterie-Kampagne. 2010 wurde verklagte Pink Visual Studio Mansef, da diese Videomaterial von ihnen auf Brazzers hochgeladen hatte. 2010 erfolgte aber der Wechsel zu Manwin.
2016 wurde ein Datenleck enthüllt, das auf einem Hack vom April 2013 beruhte. Fast 800.000 Userdaten des offiziellen Forums waren betroffen und wurden im Dark Web verkauft.